# Châtel-sur-Montsalvens
Châtel-sur-Montsalvens is een gemeente en plaats in het Zwitserse kanton Fribourg, en maakt deel uit van het district Gruyère.
Châtel-sur-Montsalvens telt 218 inwoners.